# 黑色 (馬)

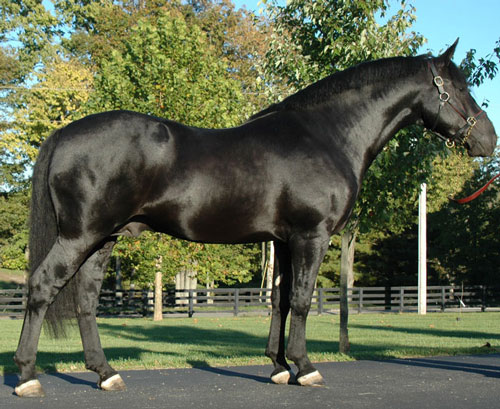

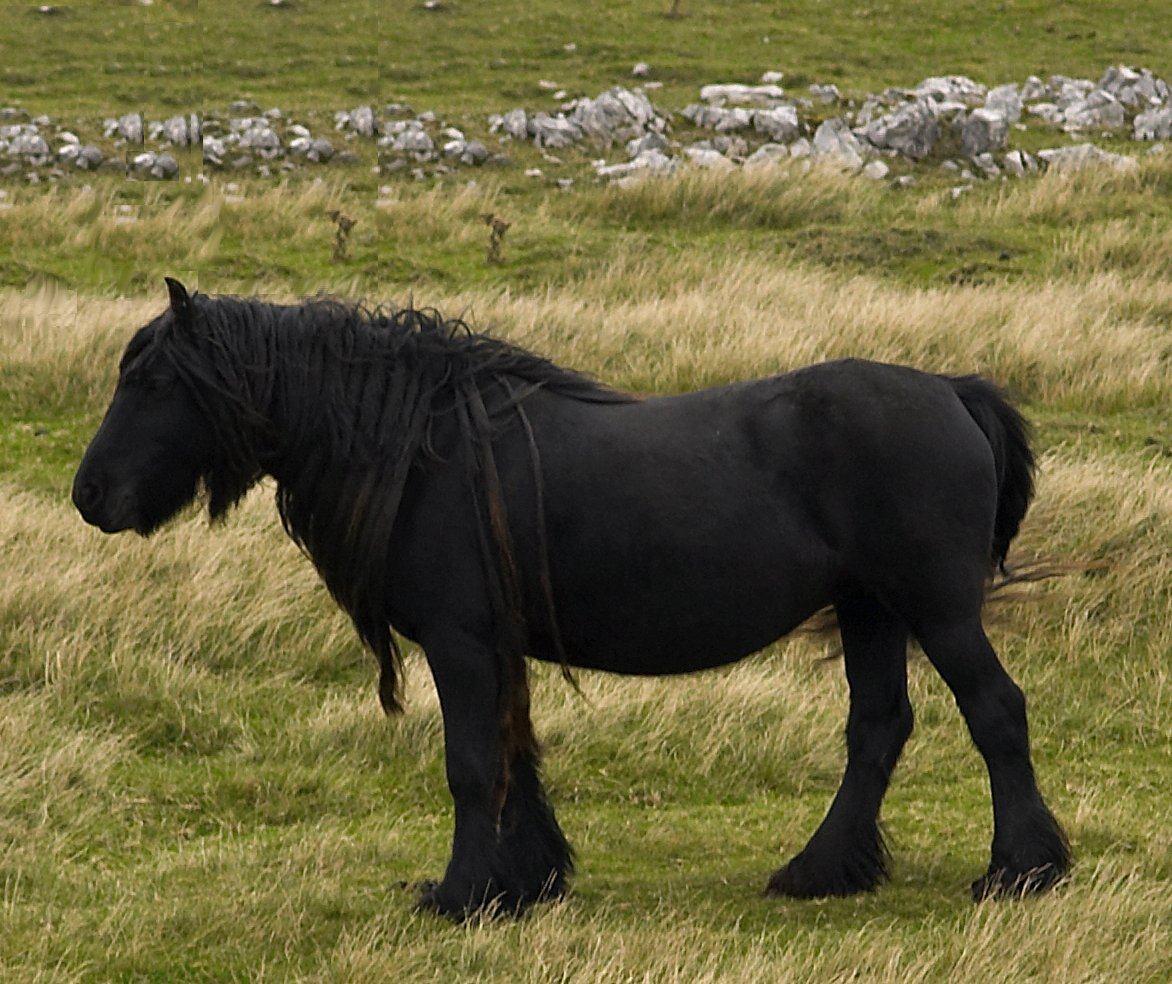

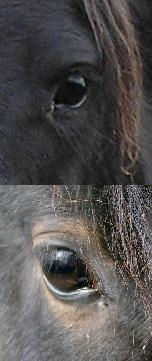

黑色是馬的其中一種毛色，與其他毛色棗色，栗色，白色為主要的馬匹毛色。

## 特徵
馬匹身上毛髮，四肢，鬃毛和尾毛的毛髮皆為黑色，而皮膚是黑色及深色的眼睛。

與棕色及深棗色馬的分別在於黑色馬在眼角，嘴部及下腹皆呈現黑色而前二者呈現棗色或棕色。

## 原因
在馬匹的毛色上擁有MC1R 基因為顯性E/E,E/e所致，而稀釋基因 ASIP為隱性a/a沒有將毛色淡化。

## 外部連結
- "Horse coat color tests"（页面存档备份，存于） from the UC Davis Veterinary Genetics Lab
- "Introduction to Coat Color Genetics" from Veterinary Genetics Laboratory, School of Veterinary Medicine, University of California, Davis.  Web Site accessed January 12, 2008.
- "Morphology" from the Cavallo Murgese Della Masseria. Website accessed May 28, 2008.